# Królestwo Norwegii (1814)
Królestwo Norwegii – niepodległe państwo, powstałe po zerwaniu unii duńsko-norweskiej. Istniało pomiędzy majem a listopadem 1814 roku.

## Historia
Po wojnach napoleońskich oraz niszczącej wojnie z Wielką Brytanią toczonej w latach 1807–1814 pokonane Dania i Norwegia musiały na podstawie traktatu kilońskiego przekazać Szwecji całość obszarów Norwegii. Zamorskie posiadłości Norwegii zostały zatrzymane przez Danię. Norwegowie nie pogodzili się z warunkami pokoju i 17 maja 1814 ogłosili pełną niezależność, kończąc swój związek z Danią i nie dopuszczając do unii ze Szwecją. Królem Norwegii wybrano księcia Chrystiana Fryderyka. Niezależność Norwegii skończyła się już w sierpniu, gdyż w wyniku szwedzkiej inwazji Norwegia zmuszona została do unii personalnej ze Szwecją, pozostając przy swojej liberalnej konstytucji i oddzielnych urzędach z wyjątkiem służby zagranicznej. Unia norwesko-szwedzka przetrwała do 1905 roku.